# Sumprose
Sumprose (Rosa palustris), også skrevet Sump-Rose, er en lav, tæppedannende busk med lyserøde blomster. Planten er fuldstændigt hårdfør, men bruges ikke meget i Danmark. Blomsterne er stærkt duftende.

## Beskrivelse
Sumprose er en løvfældende busk med en opret, udløberdannende vækst. Skuddene er forsynet med stærkt krummede torne. Barken er først lysegrøn og glat, men senere bliver den rødbrun. Gamle grene kan få en bark, som er grå og svagt opsprækkende. Knopperne er spredt stillede, knudeformede og rødbrune. 
Bladene er uligefinnede med lancetformede småblade, der har savtakket rand. Oversiden er blank og græsgrøn, mens undersiden er lyst grågrøn. Høstfarven er gul. Blomstringen foregår i juni-juli, hvor man finder blomsterne endestillet på kortskud fra bladhjørnerne. Frugten er et stivhåret, orangerødt og kuglerundt eller svagt sammentrykt hyben med mange frø.
Rodsystemet består af højtliggende rødder og lange udløbere. 
Højde x bredde og årlig tilvækst: 1,50 x 1,50 m (25 x 25 cm/år).

## Hjemsted
Sumprose er udbredt i Canada fra Ontario i vest til New Brunswick i øst samt i hele det østlige USA fra Michigan og Arkansas i vest til Maine og Florida i øst. Overalt er den knyttet til lysåbne voksesteder med fugtig til våd jordbund, dvs. i sumpe og langs sø- og flodbredder. 
I Kouchibouguac Nationalparken, som ligger på østkysten af delstaten New Brunswick, Canada, vokser arten i fugtige skove sammen med bl.a. alleghenybærmispel, perlekurv, rosmarinlyng, thuja, vildvin, amerikansk asp, amerikansk sumpiris, amerkansk bøg, balsamædelgran, bregnepors, bølget treblad, canadisk bøffelbær, canadisk gyldenris, canadisk hønsebær, glansbladet rose, grønlandsk post, grå valnød, hjertebladet asters, hvidgran, håret solhat, indianerpibe, kanelbregne, labradorrøn, lav blåbær, mosepors, nedliggende bjergte, nybelgisk asters, næbhassel, papirbirk, pennsylvansk vokspors, pilekornel, Rhododendron canadense, rødask, rødeg, rødløn, skarlagenjordbær, skærmvintergrøn, smalbladet kalmia, sortfrugtet surbær, storfrugtet tranebær, toårig natlys, virginsk hæg, virginsk vinterbær, weymouthfyr, østamerikansk hemlock og østamerikansk lærk
| Portal | Portal:Botanik |

## Note
1. ↑  Kouchibouguac nationalparks netsted - en grundig oversigt over planterne i nationalparken, på (engelsk)